# Vòlux
Vòlux  (Volux) fou un príncep del regne de Mauritània.
Era fill del rei Boccus I. L'esmenta Sal·lusti en el seu relat de la guerra de Jugurta. S'ha suggerit que el nom de la ciutat amaziga de Volúbilis podria derivar del seu.